# Открытый чемпионат Австралии по теннису 2005
Открытый чемпионат Австралии 2005 — 93-й розыгрыш ежегодного профессионального теннисного турнира серии Большого шлема, проводящегося в австралийском городе Мельбурн на кортах местного спортивного комплекса «Мельбурн-Парк». Традиционно выявляются победители соревнования в девяти разрядах: в пяти — у взрослых и четырёх — у старших юниоров.
В 2005 году матчи основных сеток прошли с 17 по 30 января. Соревнование традиционно открывало сезон турниров серии в рамках календарного года.
Прошлогодние победители среди взрослых:
- в мужском одиночном разряде —  Роджер Федерер
- в женском одиночном разряде —  Жюстин Энен-Арденн
- в мужском парном разряде —  Микаэль Льодра и  Фабрис Санторо
- в женском парном разряде —  Вирхиния Руано Паскуаль и  Паола Суарес
- в смешанном парном разряде —  Елена Бовина и  Ненад Зимонич

## Соревнования

### Взрослые

#### Мужчины. Одиночный турнир
Марат Сафин обыграл  Ллейтона Хьюитта со счётом 1-6, 6-3, 6-4, 6-4.
- Вторая победа Сафина турнирах Большого шлема после Открытого чемпионата США 2000 года
- В полуфинале Сафин отыграл матчбол у Роджера Федерера.
- Последний в карьере 25-летнего Сафина титул в одиночном разряде на турнирах ATP любого уровня.
- Хьюитт стал первым с 1985 года австралийцем, дошедшим до финала Открытого чемпионата Австралии в мужском одиночном разряде

#### Женщины. Одиночный турнир
Серена Уильямс обыграла  Линдсей Дэвенпорт со счётом 2-6, 6-3, 6-0.
- Уильямс второй раз победила в Австралии после 2003 года
- 9-й финал турниров Большого шлема в женском одиночном разряде для Уильямс (7 побед — 2 поражения)
- В полуфинале против Марии Шараповой Уильямс отыграла три матчбола
- Дэвенпорт второй раз играла в финале в Австралии, в 2000 году она победила в решающем матче Мартину Хингис.
- 6-й финал турниров Большого шлема в женском одиночном разряде для Дэвенпорт (3 победы — 3 поражения)

#### Мужчины. Парный турнир
Уэйн Блэк /  Кевин Ульетт обыграли  Боба Брайана /  Майка Брайана со счётом 6-4, 6-4.
- Блэк выигрывает 1-й титул в сезоне и 2-й за карьеру на соревнованиях серии.
- Ульетт выигрывает 1-й титул в сезоне и 2-й за карьеру на соревнованиях серии.

#### Женщины. Парный турнир
Светлана Кузнецова /  Алисия Молик обыграли  Линдсей Дэвенпорт /  Корину Морариу со счётом 6-3, 6-4.
- Кузнецова с пятой попытки побеждает в финале соревнования серии.
- Молик выигрывает свой дебютный финал соревнования серии.

#### Микст
Саманта Стосур /  Скотт Дрейпер обыграли  Лизель Хубер /  Кевина Ульетта со счётом 6-2, 2-6, [10-6].
- австралийская мононациональная пара выигрывает домашний турнир серии впервые с 1992 года.

### Юниоры

#### Юноши. Одиночный турнир
Дональд Янг обыграл  Ким Сунчона со счётом 6-2, 6-4.
- представитель США выигрывает турнир серии впервые с 2000 года.

#### Девушки. Одиночный турнир
Виктория Азаренко обыграла  Агнеш Савай со счётом 6-2, 6-2.
- представительница Беларуси выигрывает турнир серии впервые в истории.

#### Юноши. Парный турнир
Ким Сунчон /  И Цзюйхуань обыграли  Тимо де Баккера /  Дональда Янга со счётом 6-3, 6-4.
- представитель Южной Кореи выигрывает турнир серии впервые с 1995 года, а Тайваня — впервые в истории.

#### Девушки. Парный турнир
Виктория Азаренко /  Марина Эракович обыграли  Николу Франкову /  Агнеш Савай со счётом 6-0, 6-2.
- Азаренко выигрывает второй из трёх последних турниров серии, Эракович — второй подряд.